# DoloMyths Run

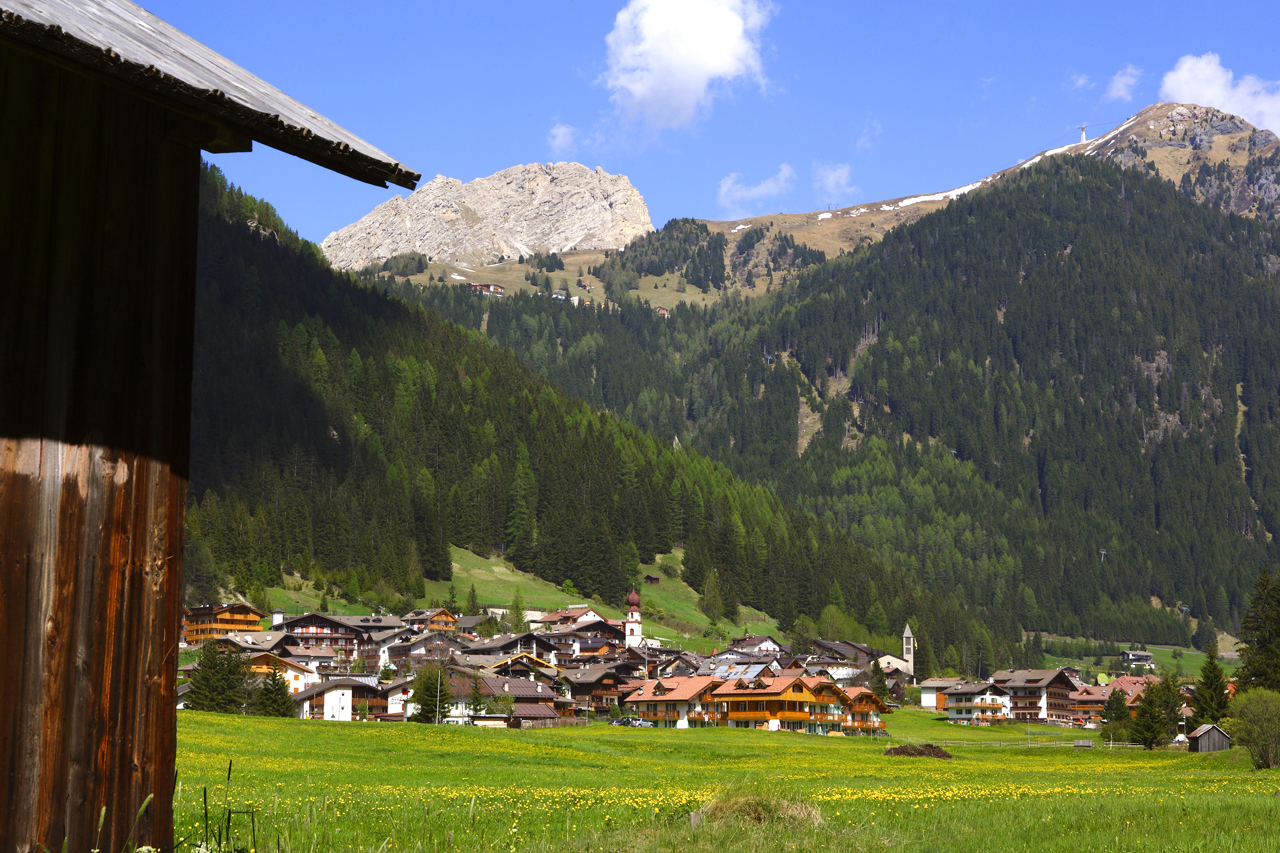
Canazei

La DoloMyths Run è una corsa podistica di skyrunning, che si svolge nella regione Trentino-Alto Adige, ogni anno nella terza domenica di luglio. Fa parte del calendario dell'International Skyrunning Federation (ISF).
Dal 2004 al 2007 e nel biennio 2011-2012 la gara è stata inserita nel circuito internazionale denominato Skyrunner World Series .
Nel 2013 la competizione è stata valida come prova di campionato europeo, mentre nel 2014 e 2015 è ritornata, nuovamente, come prima prova di coppa del mondo del circuito Skyrunner World Series.

## Percorso

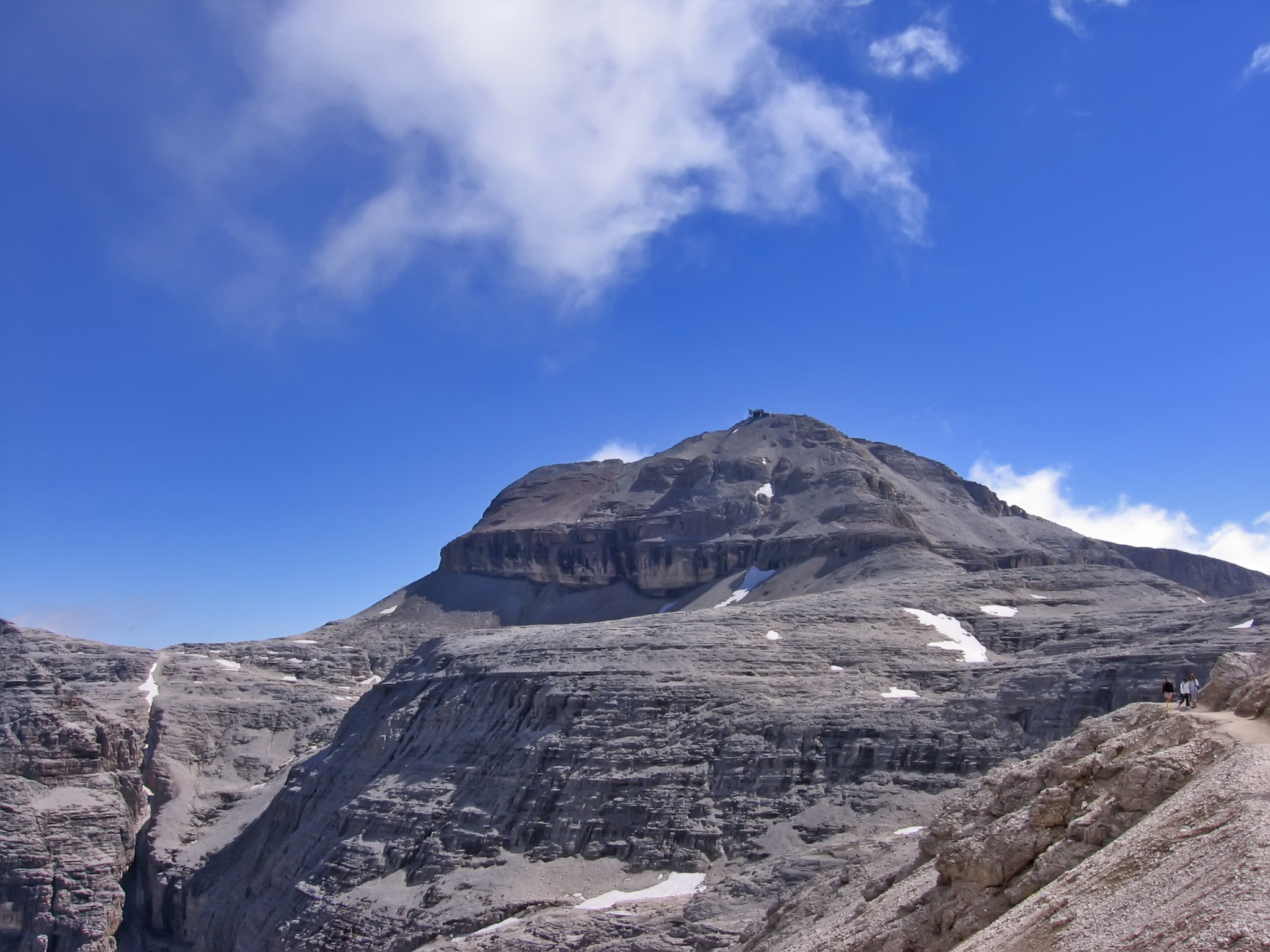
Piz Boè

La gara si svolge su sentiero, piste e ghiaioni per uno sviluppo totale è di 22 km (salita 10 km, discesa 12 km). Il tratto iniziale prevede la partenza in Piazza Marconi a Canazei (1450 m), successivamente si incomincia a salire verso il Passo Pordoi (2239 m) lungo i tratti erbosi delle piste da sci. Una volta arrivati al passo, si prende il sentiero che porta alla Forcella Pordoi (2829 m) dove qui è fissato l'unico cancello orario della gara (1h50' dalla partenza). Terminata la ripida salita, si continua su un traverso corribile verso il Piz Boè (3152 m). Una volta arrivati sul punto più alto della gara, incomincia la ripida e tecnica discesa lungo la Val Lasties che porta al Pian Schiavaneis. Da qui si percorrono gli ultimi 4 km lungo sentieri e strade sterrate che portano al traguardo fissato in Piazza Marconi a Canazei. Il tempo massimo per percorrere l'intero percorso è di 4 ore e 15 minuti.
Lungo il tracciato sono disposti 5 punti ristoro (Passo Pordoi, Forcella Pordoi, Piz Boè, Rifugio Boè, Pian Schiavaneis) in cui gli atleti possono trovare alimenti liquidi (acqua, sali minerali, coca cola) e solidi (barrette, gel, frutta secca e fresca).

## Albo d'oro

### Maschile
| Anno | Vincitore             | Secondo                 | Terzo                |
| ---- | --------------------- | ----------------------- | -------------------- |
| 1998 | Fabio Meraldi         | Fausto Bordiga          | Pio Tomaselli        |
| 1999 | Jean Pellisier        | Fausto Bordiga          | Aldo Guadagnini      |
| 2000 | Fausto Bordiga        | Fabio Bonfanti          | Paolo Larger         |
| 2001 | Paolo Larger          | Luigino Bortoluzzi      | Andrea Martinelli    |
| 2002 | Lucio Fregona         | Paolo Larger            | Ettore Girardi       |
| 2003 | Saul Padua            | Paolo Larger            | Martin Planker       |
| 2004 | Fulvio Dapit          | Bruno Brunod            | Michele Tavernaro    |
| 2005 | Michele Tavernaro     | Simon Booth             | Jebb Rob             |
| 2006 | Agustì Roc Amador     | Jebb Rob                | Matteo Piller Hoffer |
| 2007 | Mitja Kosovelj        | Toffol Castanyer Bernat | Agustì Roc Amador    |
| 2008 | Kilian Jornet Burgada | Toffol Castanyer Bernat | Tadei Pivk           |
| 2009 | Raul Garcia Castan    | Dennis Brunod           | Giovanni Tacchini    |
| 2010 | Paolo Larger          | Michele Tavernaro       | Fulvio Dapit         |
| 2011 | Luis Alberto Hernando | Miguel Caballero Ortega | Michele Tavernaro    |
| 2012 | Kilian Jornet         | Ionut Zinca             | Mitja Kosovelj       |
| 2013 | Kilian Jornet         | Marco De Gasperi        | Tadei Pivk           |
| 2014 | Kilian Jornet         | Ionut Zinca             | Tadei Pivk           |
| 2015 | Tadei Pivk            | Ionut Zinca             | Egli Pascal          |

### Femminile
| Anno | Vincitore            | Secondo              | Terzo                  |
| ---- | -------------------- | -------------------- | ---------------------- |
| 1998 | Morena Paieri        | Silvana Iori         | Daniela Gilardi        |
| 1999 | Morena Paieri        | Teresa Rocca I Casas | Teresa Forn I Munnè    |
| 2000 | Daniela Gilardi      | Silvana Iori         | Vera Derrigo           |
| 2001 | Michela Benzoni      | Annamaria Garelli    | Armanda Maruzzi        |
| 2002 | Silvana Iori         | Mariagiulia Canello  | Rizzi Michela          |
| 2003 | Giovanna Cerutti     | Cristina Paluselli   | Mariagiulia Canello    |
| 2004 | Anna Serra           | Emanuela Brizio      | Ruth Pickvance         |
| 2005 | Corinne Favre        | Emanuela Brizio      | Anna Serra Salame      |
| 2006 | Angela Mudge         | Corinne Favre        | Paola Romanin          |
| 2007 | Angela Mudge         | Stephanie Jimenez    | Paola Romanin          |
| 2008 | Antonella Confortola | Stephanie Jimenez    | Pierangela Baronchelli |
| 2009 | Antonella Confortola | Monica Ardid Ubed    | Nadia Scola            |
| 2010 | Laetitia Roux        | Angela Mudge         | Stephanie Jimenez      |
| 2011 | Mireia Mirò          | Oihana Kortazar      | Brandy Erholtz         |
| 2012 | Emelie Forsberg      | Kasie Enman          | Mireia Mirò            |
| 2013 | Emelie Forsberg      | Silvia Serafini      | Nu Dominguez Azpeleta  |
| 2014 | Laura Orgue Vila     | Emelie Forsberg      | Maite Maiora           |
| 2015 | Megan Kimmel         | Laura Orguè i Vila   | Elisa Desco            |

## Record
Il 21 luglio 2013, con 2h00'11" Kilian Jornet Burgada ha stabilito il nuovo record di velocità della gara (che per altro già gli apparteneva) migliorando di ben 1 minuto e 42 secondi il suo vecchio crono. Inoltre l'atleta catalano ha centrato anche quello della salita più veloce dai 1450 metri di Canazei ai 3152 di Piz Boè, abbassando di 47 secondi quello che fissò nel 2007 Agusti Roc Amador.
Il 19 luglio 2015, con 2h25'57'', l'americana Megan Kimmel ha stabilito il nuovo record femminile del tracciato; mentre il record di ascesa  è stato realizzato dalla spagnola Laura Orguè Vila sempre nell'edizione del 19 luglio 2015: Canazei - Piz Boè : 1h29'30''.